# Le Cénacle
Pour les articles homonymes, voir Cénacle.
Le Cénacle est une école romantique constituée en 1827 autour de Victor Hugo. Le nom « cénacle » désigne la salle où Jésus-Christ réunit ses disciples lors de la Cène. C'est l'écrivain Sainte-Beuve qui l'utilise en avril 1829 pour désigner le groupe de romantiques réunis autour de Victor Hugo, de manière à lui donner une dimension « quasi mystique».

## Historique
Le Cénacle a continué ce qui s’était ébauché en 1823 à la Muse française, puis au salon de l’Arsenal en 1824 et 1825. Là, le romantisme va se donner un chef, une doctrine, un centre, presque une organisation de propagande, des journaux amis, des critiques dévoués. Autour d’Hugo vont s’agréger les éléments divers qui jusque-là avaient gravité suivant des lois différentes dans l’univers romantique, mais qui, depuis deux ans pourtant, tendaient à se rapprocher d’un centre commun.
Concernant l’orientation politique des membres du Cénacle, il y eut encore une gauche et une droite, des libéraux, des monarchistes, des indépendants mais la littérature dominera la politique, ou plutôt, les différences politiques tendant à s’atténuer, les ressemblances littéraires devenant plus frappantes, le Cénacle a vraiment constitué l’École romantique.
En novembre 1826, Victor Hugo, avec sa préface des Odes et Ballades, avait fait figure de chef et s’était rangé sous le drapeau de la liberté de l’art, dans lequel on sentait une force neuve. Dubois et le Globe s’en était rapproché. Ce rapprochement s’accentua au début de 1827 et il en sortit un événement imprévu, l’amitié de Sainte-Beuve et de Victor Hugo, la plus ferme des bases du Cénacle.
L’article de Dubois sur les Odes et Ballades en novembre n’avait fait qu’annoncer la nouvelle publication et en signaler l’intérêt. Le directeur du Globe voulut faire davantage. Sainte-Beuve, son ancien élève au collège de Bourbon, son jeune collaborateur au journal, était jusqu’alors confiné dans des comptes rendus d’ouvrages historiques, mais peu à peu il y témoignait d’une maitrise remarquable dans la critique. On lui avait confié Cinq-Mars, en tant que roman historique, et son article avait paru excellent. Dubois le chargea de rendre compte en détail des Odes et Ballades. Sainte-Beuve écrivit deux articles, qui parurent le 2 et le 9 janvier 1827. Ces débuts de l’auteur des Lundis dans la critique littéraire sont d’abord une description du milieu où s’est formé le poète des Odes, du groupe de la Muse française, puis une étude sur les origines des idées de ce groupe, le Génie du Christianisme, l’engouement pour le moyen âge, les événements contemporains : « De tous ceux qui formaient la tribu sainte et militante à ses beaux jours d’ardeur et d’espérance, le plus indépendant, le plus inspiré, et aussi le plus jeune était M. Victor Hugo. » Sainte-Beuve note la valeur de ce « style de feu, étincelant d’images, bondissant d’harmonies » pour regretter que la politique soit venue trop souvent égarer le talent du poète et blâmer certains excès d’imagination, « contre lesquels le gout français se soulève ».
Flatté de se voir consacrer une étude aussi importante, Victor Hugo alla trouver Dubois au Globe pour le remercier. Là il apprit le nom et l’adresse de l’auteur du compte rendu et ce fut le début de la liaison. Les visites se multiplièrent, facilitées par le voisinage. Lorsqu’au printemps, Victor Hugo alla s’installer rue Notre-Dame des-Champs, Sainte-Beuve déménagea lui aussi pour habiter encore dans la même rue que son ami, à quelques numéros plus loin. Peu à peu les échanges de vues s’intensifièrent, l’adhésion de Sainte-Beuve au romantisme poétique se fit plus complète. Il devenait bientôt le « héraut » du Cénacle.
Sainte-Beuve se rapprocha de Victor Hugo sur le terrain littéraire, tandis que Victor Hugo se rapprochait de Sainte-Beuve sur le terrain politique, pour faire un nouveau pas vers le libéralisme, notamment lors de l’affaire de l’Ode à la Colonne, où Victor Hugo passa à l’opposition contre le gouvernement Villèle.
Un an plus tard, après Cromwell, cette évolution portant Victor Hugo de la droite vers la gauche sera encore plus nette. Elle permettra aux libéraux de se rallier au Cénacle. Elle est une des conditions de la formation même du Cénacle. Dans l’appartement rue Notre-Dame-des-Champs, où Victor Hugo venait de déménager, Vigny, Sainte-Beuve, Emile Deschamps, parfois Lamartine, des collaborateurs de la Muse, comme Guttinguer, Saint-Valry, Rességuier, d’anciens amis comme Soumet et Guiraud, les hôtes de l’Arsenal, Nodier, Taylor, Frédéric Soulié, Antoni Deschamps de retour d’Italie avec sa traduction de la Divine Comédie, des artistes comme Delacroix, Boulanger, les Devéria, David d’Angers, etc. Des jeunes s’agrègent au groupe, Balzac à peine connu, Alfred de Musset encore adolescent, Dumas, Mérimée, Fontaney, Turquéty, Pauthier de Censay, Alcide de Beauchesne, Paul Huet, Victor Pavie, Paul Foucher, Gérard de Nerval, toute une équipe d’enthousiastes, dévoués au chef, prêts à se battre pour un idéal poétique. 
Autour du grand travailleur qu’était Victor Hugo, la fermentation littéraire de tous ces talents était intense. On s’occupait de psychologie, d’art et d’archéologie aussi bien que de littérature. On discutait sur le gothique et les cathédrales, sur la peinture anglaise et les vitraux de Westminster, sur la femme et l’amour. On organise des lectures. Musset vient déclamer son Andalouse et le Départ pour la Chasse. En mars et mai 1827, Victor Hugo lit Cromwell ; en 1828, Émile Deschamps lit Roméo et Rodrigue, Victor Hugo ses les Orientales ; en 1829 Marion de Lorme a l’honneur de lectures répétées, puis c’est Othello, enfin Hernani.
En province, on recrute Turquety, Boulay-Paty ou Victor Pavie. Quand ces jeunes gens viennent à Paris, ainsi chauffés d’avance par les éloges intéressés, ils sont littéralement éblouis. C’est par de tels procédés qu’on fonde une école, qu’on devient un vrai chef, qu’on domestique une force.
Victor Hugo est devenu un manieur de troupes, connaissant son rôle, sachant jouer des sentiments et des passions, ordonnant et interdisant, flattant et honnissant. Avec lui le romantisme se préparait un éclatant triomphe. Deschamps qui, à la Muse, commandait se contentait d’obéir, au Cénacle. Vigny, l’égal d’hier, se sentant peu à peu dépassé, s’isolait déjà. Depuis longtemps, Lamartine vivait à l’écart, tandis que Nodier, dont les soirées de l’Arsenal conservaient leur charme, n’était plus que le spectateur d’un mouvement dont il aurait pu prendre la tête. Les hôtes d’hier venaient toujours, il y en avait même de nouveaux, mais l’Arsenal n’était plus le centre du groupe romantique. On allait se distraire chez Nodier, c’est chez Hugo qu’on se préparait à la lutte. Charles Nodier lui-même suivit de plus en plus péniblement les audaces croissantes de ses amis, assistant aux lectures, applaudissant, mais parfois à contrecœur. Les orages de la polémique le déconcertaient, son intelligence était trop ouverte pour accepter les exclusivismes nécessaires à la fondation d’une école.

## Sources
- René Bray, Chronologie du romantisme (1804-1830), t. 33, Paris, Boivin, coll. « Bibliothèque de la Revue des cours et conférences », 1932, vii, 238 (lire en ligne), « ix La formation du Cénacle (1827) », p. 160 et suiv..